# 최명훈
최명훈(崔明勳, 1975년 5월 12일~)은 대한민국의 바둑 기사이다. 별명은 제주의 돌하르방이며, 1975년생 동갑내기 이창호 九단과 혈투로 대결했으며, 바둑 국가대표 상비군 코치로 활동하며, 2010년 부인 윤혜경과 결혼했다. 2016년 5월 경기도 구리시의 바둑학원의 이름을건 '최명훈 9단 바둑학원'을 개설했다. 비운으로 여러차레나 10회 이상 준우승하며 서능욱 九단과 유사하다. 바둑TV 맥심커피배 입신최강전 해설자로 활동했다.

## 약력
- 1991년 : 입단, (연구생 7기로 김성룡과 함께 입단)
- 1993년 : 2기 SBS배 연승바둑최강전, 기성전 본선, 바둑문화상 신예기사상 수상.
- 1995년 : 29기 왕위전 본선
- 1996년 : 5단 승단. 동양증권배, LG배 세계기왕전 4강, 후지쯔배 본선. 왕위전, 박카스배 천원전, 제1기 테크론배 본선. 바둑문화상 감투상 수상.
- 1997년 : 6단 승단. 제1기 SK가스배 신예프로10걸전 5위, 명인전 본선. 8기 기성전 준우승. 제2기 테크론배 준우승.
- 1998년 : 제17기 KBS 바둑왕전 본선 승자조 4강, 제3기 테크론배 준우승. 제3기 박카스배 준우승
- 1999년 : 7단 승단. 제7기 배달왕전, 제30기 명인전, 제11기 기성전, 제4기 천원전, 제18기 KBS 바둑왕전 승자조 8강, 제9기 신인왕전 본선. 제4회 삼성화재배, 제1회 춘란배 4위.
- 2000년 : 제5회 LG정유배 우승(첫 타이틀 획득). 제8기 배달왕전, 제12기 기성전 본선. 제5회 삼성화재배, 제4회 잉씨배, 제13회 후지쯔배, 제2회 춘란배 본선.
- 2001년 : 8단 승단. 제20기 KBS 바둑왕전 본선 승자조 16강, 제14회 후지쯔배 준우승, 제6기 LG정유배 준우승
- 2002년 : 제4회 춘란배 본선, 제7회 삼성화재배 8강. 제21기 KBS 바둑왕전 본선, 제7기 LG정유배 준우승.
- 2003년 : 제16회 후지쯔배 24강. 제8기 LG정유배 본선. 제37기 패왕전 본선. 제15기 기성전 본선.
- 2004년 : 제9기 박카스배 천원전 본선진출. 제1기 전자랜드배 왕중왕전 백호부 8강진출. 제9기 LG정유배 8강진출. 9단승진
- 2005년 : 2005바둑마스터즈 전신 16강.
- 2006년 : 제11기 박카스배 천원전 본선진출.
- 2007년 : GS칼텍스배 본선 진출
- 2008년 : 하이원배 명인전 본선. 한국바둑리그 본선. 제4회 원익배 십단전 본선
- 2009년 : 제28기 KBS 바둑왕전 본선. 제1회 BC카드배 64강. 한국바둑리그 출전(티브로드). 제11회 맥심커피배 본선
- 2010년 제2회 비씨카드배 64강 본선진출
- 2011년 제3회 비씨카드배 통합예선 통과